# Alexander Lernet-Holenia

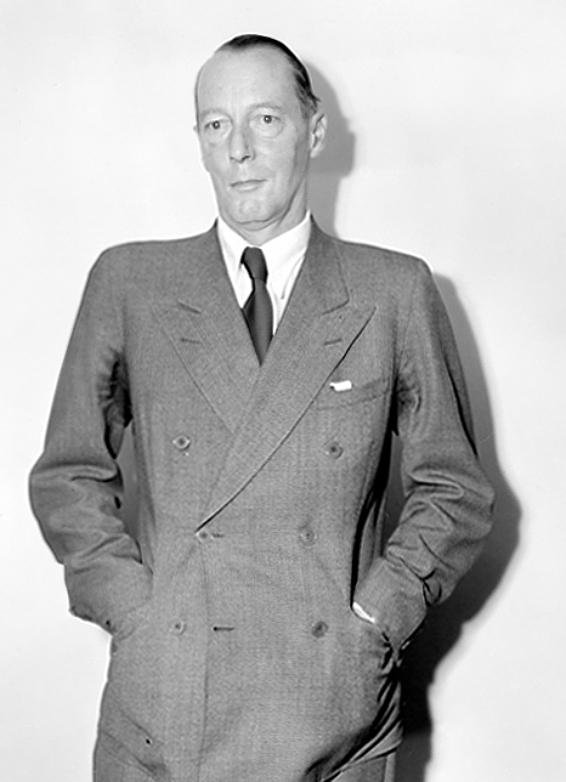
Alexander Lernet-Holenia, 1947

Alexander Marie Norbert Lernet-Holenia, Pseudonym Clemens Neydisser (* 21. Oktober 1897 in Wien; † 3. Juli 1976 ebenda), war ein österreichischer Schriftsteller. Ein großer Teil seines erzählerischen Werk ist der phantastischen Literatur zuzuordnen, zudem verfasste er auch Dramen und Lyrik.

## Leben
Lernets Mutter, Sidonie Lernet, geb. Holenia, verwitwete Baronin Boyneburgk-Stettfeld, war die Tochter des Kärntner Montanindustriellen Romuald Holenia. In zweiter Ehe war sie mit dem Linienschiffleutnant Alexander Lernet verheiratet. Die Ehe, die kurz vor Alexanders Geburt geschlossen worden war, wurde bald nach der Geburt wieder geschieden, was das Gerücht entstehen ließ, ein habsburgischer Erzherzog sei der Vater des Kindes gewesen. Diese unklare Vaterschaft beschäftigte den späteren Schriftsteller bis zum Ende seines Lebens. Nach verschiedenen Stationen (Wien, Klagenfurt, St. Wolfgang) legte er im Juli 1915 in Waidhofen an der Ybbs seine Reifeprüfung ab und begann im gleichen Jahr ein Studium der Rechtswissenschaften an der Universität Wien, doch meldete er sich bereits im September desselben Jahres als Kriegsfreiwilliger. Die Jahre 1916 bis 1918 verbrachte er als Soldat im Ersten Weltkrieg und verfasste währenddessen Gedichte. Eines davon, die Himmelfahrt Henochs, schickte er 1917 an Rainer Maria Rilke, der sich im Späteren sehr für den jungen Lernet-Holenia einsetzte.
Im Jahr 1920 wurde er von der wohlhabenden, in Kärnten wohnhaften Familie seiner Mutter adoptiert und trug seitdem den Doppelnamen Lernet-Holenia. 1921 veröffentlichte er, sich als „freier Schriftsteller“ bezeichnend, seinen ersten Gedichtband in der Wiener Literarischen Anstalt (Wila): Pastorale. 1923 konvertierte Lernet-Holenia – ursprünglich evangelischen Bekenntnisses – zur römisch-katholischen Kirche. Er veröffentlichte 1925 sein erstes Drama, Demetrius, ein Jahr darauf die Komödien Ollapotrida und Österreichische Komödie. Für Letztere erhielt er 1926 den renommierten Kleist-Preis, 1927 den Goethe-Preis der Stadt Bremen. 1928 schrieb er gemeinsam mit Stefan Zweig unter dem Pseudonym Clemens Neydisser das Stück Gelegenheit macht Liebe (oder Quiproquo). In den 30er Jahren erschienen von ihm zahlreiche Werke in verschiedenen Gattungen, Theaterstücke, Erzählungen und Romane, von denen drei verfilmt wurden: Die Abenteuer eines jungen Herrn in Polen (1931), Ich war Jack Mortimer (1935) und Die Standarte (1934). Lernet-Holenia unterhielt zu dieser Zeit freundschaftliche Kontakte unter anderen zu Carl Zuckmayer und Ödön von Horváth, dessen Trauzeuge er 1933 war. Bei der Bücherverbrennung 1933 wurden auch Werke von ihm verbrannt. 1936 erschien die Novelle Der Baron Bagge, die von vielen Zeitgenossen (u. a. Hilde Spiel) für sein reifstes Werk gehalten wurde.
Im Deutschen Reich wurde sein Roman Jo und der Herr zu Pferde als „zersetzend erotisch“ eingestuft und 1935 auf die Liste des „schädlichen und unerwünschten Schrifttums“ des Propagandaministeriums gesetzt, zwei weitere Werke wurden vom Amt Rosenberg und der SS-Zeitung Das Schwarze Korps ebenfalls als „für ein nationalsozialistisches Publikum untragbar“ kritisiert. Ebenso erklärte die NS-Kulturgemeinde 1935, Lernet Holenia sei „eine Persönlichkeit, die auf Grund ihrer geistigen Erzeugnisse ebenso abzulehnen ist, als wenn nichtarische Herkunft vorläge“. Trotz dieser Angriffe von nationalsozialistischer Seite konnte Lernet-Holenia während der NS-Zeit weiterhin publizieren und erzielte als Drehbuchautor gute Einkünfte.
Als er 1939 von einer Amerikareise zurückkehrte, wurde er zum Militärdienst eingezogen; wenig später begann der Zweite Weltkrieg. Zwei Tage nach Beginn des Überfalls auf Polen wurde er verwundet und nach Berlin versetzt, wo er zum Chefdramaturgen der Heeresfilmstelle ernannt wurde. Während des Krieges unterhielt er für einige Jahre eine Beziehung zu der Verlagsgesellschafterin Maria Charlotte Sweceny, die als Cuba Pistohlkors in seinen Roman Mars im Widder Eingang fand und der er sein liebstes Werk, die Gedichtsammlung Die Trophae, widmete. In Kitzbühel lernte er die Berlinerin Eva Vollbach, seine spätere Frau, kennen. Für den Zarah-Leander-Film Die große Liebe, dessen Produktion 1941 begann und der zum kommerziell erfolgreichsten Film der NS-Zeit wurde, lieferte Lernet-Holenia die Idee.

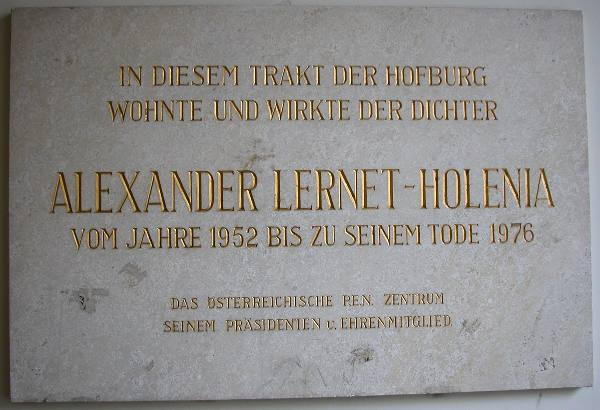
Gedenktafel an seinem letzten Wohnort in der Wiener Hofburg

Im Jahr 1941 wurde sein Roman Die blaue Stunde, in dem der Überfall auf Polen beschrieben ist, in der Zeitschrift Die Dame abgedruckt. Die Buchausgabe, unter dem Titel Mars im Widder, wurde jedoch von der Nazi-Zensur noch vor der Auslieferung verboten, da in diesem Werk deutlich wurde, dass dem deutschen Überfall auf Polen keine Provokationen von polnischer Seite vorausgegangen waren, wie von der NS-Propaganda behauptet wurde. Rund 15.000 Exemplare wurden in einem Lagerhaus in Leipzig deponiert, dieses aber bei Luftangriffen 1943/44 zerstört. (Der Roman wurde 1947 erneut veröffentlicht.) Die Zeit bis 1944 verbrachte Lernet-Holenia in Berlin, wo er in Kontakt mit Gottfried Benn und Alfred Kubin stand. In Berlin entstand sein Roman Beide Sizilien.
Nach dem Krieg heiratete er am 17. Oktober 1945 Eva Vollbach, die am 17. Juni 1914 in Braunschweig geboren wurde. Mit ihr zog er nach St. Wolfgang, wo das Ehepaar bis 1951 lebte und dann nach Wien zog. 1954 scheiterte der damalige Unterrichtsminister Ernst Kolb mit dem Vorschlag, Lernet-Holenia zum Direktor des Burgtheaters zu ernennen. Die öffentlichen Widerstände gegen Lernets Bestellung entzündeten sich unter anderem an Lernets gelegentlichen Veröffentlichungen im kommunistischen Wiener Tagebuch und an damals gegen ihn laufenden – letztlich ergebnislosen – Finanzstrafverfahren.
Bis zu seinem Tode blieb er literarisch produktiv und erhielt zahlreiche Ehrungen, zeigte sich allerdings auch als konfliktfreudige Persönlichkeit. Lernet-Holenia wurde 1969 Präsident des Österreichischen P.E.N.-Clubs, doch trat er aus Protest gegen die Verleihung des Literaturnobelpreises 1972 an Heinrich Böll zurück. Sein Biograf Roman Rocek weist allerdings darauf hin, dass Lernet-Holenia schon zuvor seit Monaten sein Amt kaum noch ausgeübt und mehrmals mit Rücktritt gedroht hatte, sogar schriftliche Rücktrittserklärungen habe es bereits gegeben. Der Eklat um den Nobelpreis für Böll sei für Lernet lediglich ein willkommener Vorwand gewesen.
Lernet-Holenia starb 1976 in Wien in der Cumberlandstraße 53 an Lungenkrebs und wurde in einem ehrenhalber gewidmeten Grab auf dem Hietzinger Friedhof (Gruppe 30, Nummer 23) beigesetzt. Seine Frau Eva Lernet-Holenia verstarb am 10. Januar 1983 in Wien.

## Rezeption

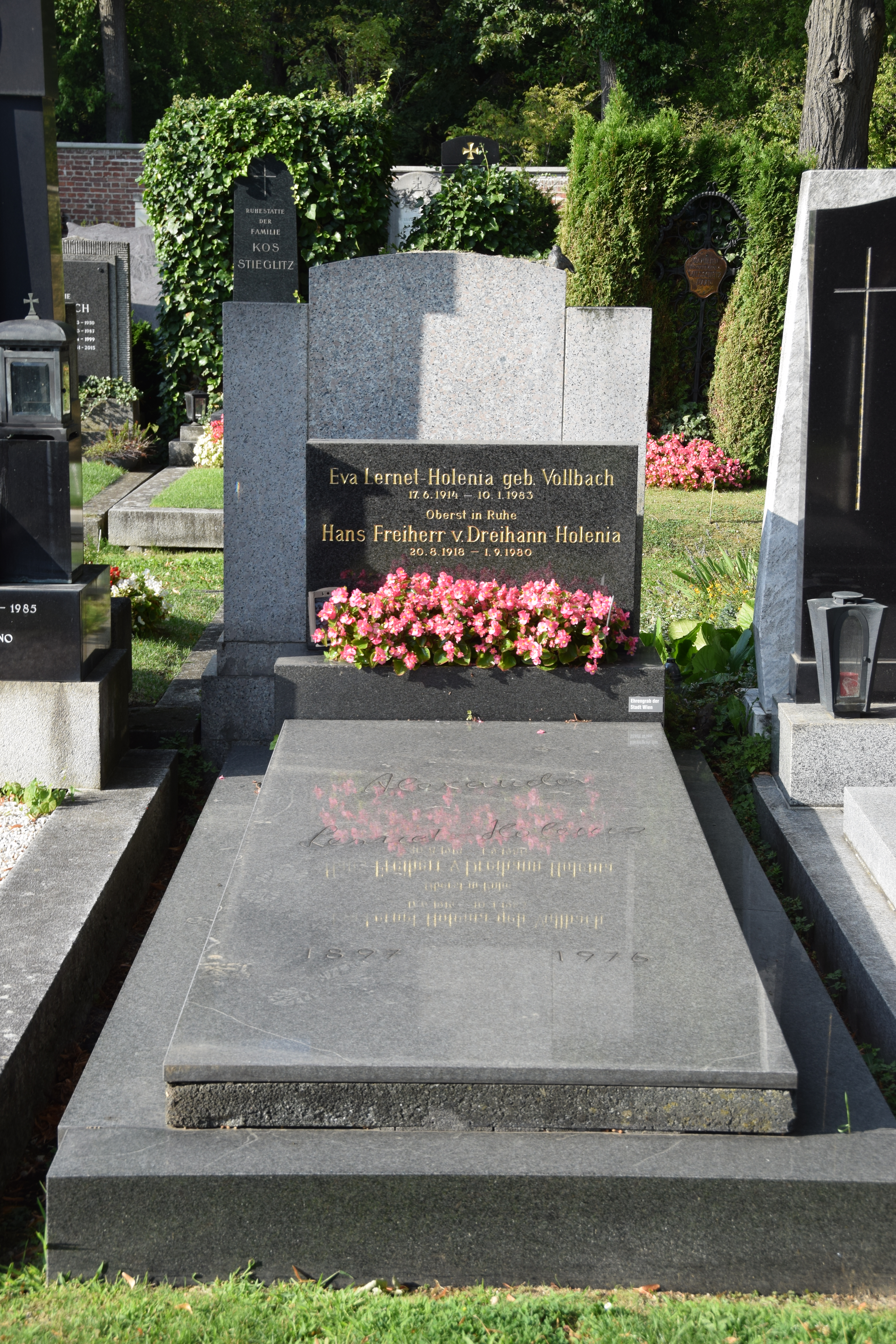
Grabstätte von Alexander Lernet-Holenia

Zu seinen Lebzeiten war Lernet-Holenia nicht zuletzt wegen seines Hanges zu polemischer Zeitkritik heftig umstritten. Gleichwohl wurden seine Werke wegen ihres eleganten Stils und der oft in ihnen enthaltenen k.u.k.-Nostalgie viel gelesen. In jüngerer Zeit gelangten auch die Motive und die phantastischen Elemente seiner Werke in den Blick der Literaturwissenschaft. Beispielhaft für die jüngere Rezeptionsgeschichte ist folgende Beurteilung:

„Es wäre wohl nicht verfehlt, Lernet-Holenia […] als den wichtigsten österreichischen Erzähler des Phantastischen, neben Perutz, dessen letzten Roman er herausgab, anzusehen.“

Stefan Zweig beschrieb Lernet-Holenia in einem Brief an den Komponisten Richard Strauss als

„ein[en] geheimnisvolle[n] Mensch[en] als Dichter, ganz groß in seinen Gedichten und einigen seiner dramatischen Szenen, dann wieder unglaublich lässig, wenn er mit der linken Hand und aus Geldverdienerei Komödien oder seichte Romane schreibt, die dann gar keine Tiefe, aber immer noch Grazie haben. Eine Arbeit mit Ihnen, dachte ich mir, könnte ihn zur höchsten Produktivität reizen, denn wenn in ihm das Feurige erwacht, ist er nach meinem Empfinden großartiger als alle andern.“

## Auszeichnungen
- 1926: Kleist-Preis
- 1951: Preis der Stadt Wien für Literatur
- 1958: Großes Verdienstkreuz der Bundesrepublik Deutschland
- 1961: Großer Österreichischer Staatspreis für Literatur
- 1967: Adalbert-Stifter-Preis
- 1967: Ehrenmedaille der Bundeshauptstadt Wien in Gold. (Übernommen am 14. Dezember)
- 1968: Österreichisches Ehrenzeichen für Wissenschaft und Kunst (11. März)
- 1999: Am 24. September wurde ein 900 m² großer Park in Wien Dornbach, Alszeile/Himmelmutterweg, nach ihm benannt. Die feierliche Namensgebung führte die Internationale Alexander-Lernet-Holenia-Gesellschaft durch.[9]

## Werke (Auswahl)
- Pastorale. 1921 (Lyrik)
- Kanzonnair. 1923 (Lyrik)
- Ollapotrida. 1926 (Theaterstück)
- Erotik. 1927 (Komödie in 3 Akten)
- Das Geheimnis Sankt Michaels. 1927 (Gedichte)
- Österreichische Komödie. 1927 (Theaterstück)
- Parforce. 1927 (Theaterstück)
- Szene als Einleitung zu einer Totenfeier für Rainer Maria Rilke. 1927 (Theaterstück)
- Gelegenheit macht Liebe. 1928 (auch: Quiproquo, Theaterstück, gemeinsam mit Stefan Zweig)
- Kavaliere. 1930 (Komödie in 3 Akten)
- Die nächtliche Hochzeit. 1930 (Roman)
- Die Abenteuer eines jungen Herrn in Polen. 1931 (Roman)
- Kapriolen. 1931 (Komödie)
- Die Abenteuer der Kascha. 1932 (Komödie)
- Ljuba's Zobel. 1932 (Roman; Neuauflage 1954 unter dem Titel Die Frau im Zobel)
- Jo und der Herr zu Pferde. 1933 (Roman)[10]
- Ich war Jack Mortimer. 1933 (Roman)
- Die Standarte. 1934 (Roman)
- Die Goldene Horde. 1935 (Gedichte)
- Die neue Atlantis. (Erzählungen; enthält: Atlantis; Der Marathonlauf; Die Thebais; Tamerlan der Große; Die Eroberung von Peru; Die Heiligen Drei Könige von Totenleben; Die Flucht nach Paris; Die Kurgane; Maresi). S. Fischer, Berlin 1935.[11]
- Die Auferstehung des Maltravers. 1936 (Roman)
- Der Baron Bagge. 1936 (Novelle)
- Der Herr von Paris. Eine Erzählung aus der Zeit der großen Revolution in Frankreich. 1936 (Novelle)
- Glastüren. 1937 (Komödie in 3 Akten)
- Der Mann im Hut. 1937 (Roman)
- Mona Lisa. 1937 (Novelle)
- Riviera. 1937 (Roman)
- Strahlenheim. 1938 (Erzählung)
- Ein Traum in Rot. 1939 (Roman)
- Mars im Widder. 1941 (Roman, Neuausgabe Wien 1997)
- Beide Sizilien. 1942 (Roman)
- Germanien. 1946 (Lyrik)
- Der zwanzigste Juli. 1947 (Erzählung)
- Der Graf von Saint Germain. 1948 (Roman)
- Spanische Komödie. 1948 (Komödie in 3 Akten)
- Die Inseln unter dem Winde. 1952 (Roman)
- Monologische Kunst –? 1953 (Briefwechsel mit Gottfried Benn)
- Das Finanzamt. Aufzeichnungen eines Geschädigten. 1955 (Roman)
- Der Graf Luna. 1955 (Roman)
- Die vertauschten Briefe. 1958 (Roman)
- Die wahre Manon. 1959 (Nachdichtung des Romans von Antoine-François Prévost: Histoire du Chevalier des Grieuse el de Manon Lescaut)
- Mayerling. 1960 (Erzählungen)
- Prinz Eugen. 1960 (Biographie)
- Naundorff. 1961 (Biographie)
- Das Halsband der Königin. 1962 (Sachbuch über die Halsbandaffäre)
- Götter und Menschen. 1964
- Die weiße Dame. 1965 (Roman)
- Die Thronprätendenten. 1965 (Theaterstück)
- Pilatus. Ein Komplex. 1967 (Roman)
- Die Hexen. 1969 (Roman)
- Wendekreis der Galionen. (Erzählungen; enthält: Riviera, Die Inseln unter dem Winde, Der junge Moncada). 1972.
- Die Beschwörung. 1974 (Roman; unter dem Pseudonym: G. T. Dampierre)

## Filmografie
Drehbuch
- 1949 – An klingenden Ufern
- 1955 – Spionage

Literarische Vorlage
- 1934 – Abenteuer eines jungen Herrn in Polen
- 1935 – Mein Leben für Maria Isabell – Die Standarte
- 1935 – Ich war Jack Mortimer
- 1948 – Maresi, auch Der Angeklagte hat das Wort
- 1949 – Das andere Leben
- 1951 – Escándalo nocturno
- 1952 – Abenteuer in Wien
- 1961 – Jack Mortimer
- 1971 – Wie bitte werde ich ein Held? (A la guerre comme à la guerre)
- 1977 – Die Standarte – Regie: Ottokar Runze
- 1980 – Land, das meine Sprache spricht